# Hixton (Wisconsin)
Hixton – miasto w Stanach Zjednoczonych, w stanie Wisconsin, w hrabstwie Jackson.